# 창문 넘어 도망친 100세 노인 (연극)
《창문 넘어 도망친 100세 노인》은  2009년 출간 이후 세계적인 베스트셀러로 등극한 스웨덴 작가 요나스 요나손 (Jonas Jonasson)이 쓴 동명의 원작소설을 바탕으로 국내 창작진을 통해 창작연극으로 탄생한 연극이다. 《창문 넘어 도망친 100세 노인》은 <더 헬멧>, <카포네 트릴로지> 등 파격적인 아이디어와 신선한 도전정신으로 창작연극을 선보이고 있는 지이선 작가와 김태형 연출 콤비가 탄생시킬 작품으로 ‘100년’이라는 시간과 ‘전 세계’라는 공간을 넘나드는 백세 노인의 엉뚱하고 유쾌한 에피소드들이 펼쳐진다.

## 줄거리
스웨덴의 한 작은 마을의 양로원. 백 살 생일 파티를 한 시간 앞둔 ‘알란’은 ‘이제 그만 죽어야지’라고 되뇌는 대신 남은 인생을 즐기기 위해 무작정 창문을 넘어 양로원을 탈출한다. 마을을 떠나기 위해 터미널에 도착한 ‘알란’은 예의없는 한 청년의 트렁크를 충동적으로 훔치고, 이 일로 경찰은 물론 갱들에게까지 쫓기게 된다. 알고 보니 알란에게는 엄청난 과거가 있었다. 스페인 내전에서 독재자 프랑코의 목숨을 구하고, 미국 핵 개발에 공을 세우고, 국민당 군대에 잡힌 마오쩌둥의 부인을 구하고, 블라디보스토크 수용소를 탈출해 어린 김정일을 속이기도 했었다.

## 공연정보
2018년 6월 12일부터 9월 2일까지 대학로 자유극장에서 초연되었다. 연극열전이 주최/주관한 한국 초연무대에는 서현철, 오용, 장이주, 양소민, 김도빈, 이진희, 손지윤, 주민진, 권동호, 이형훈 등이 무대에 올랐다.